# Chlortoluen
Chlortoluen je společné označení pro tři izomerní organické sloučeniny, které mají molekuly složené z benzenového jádra, na které jsou navázány dva substituenty: methylová skupina a atom chloru.

## Vlastnosti
Jednotlivé izomery chlortoluenu se liší polohou chloru vzhledem k methylové skupině. Mají značně podobné teploty varu, ovšem p-chlortoluen má kvůli těsnější krystalové struktuře výrazně vyšší teplotu tání.
| Izomery chlortoluenu                   | Izomery chlortoluenu                                                   | Izomery chlortoluenu                                                   | Izomery chlortoluenu                                                   |                                                                        |
| Obecné údaje                           | Obecné údaje                                                           | Obecné údaje                                                           | Obecné údaje                                                           |                                                                        |
| -------------------------------------- | ---------------------------------------------------------------------- | ---------------------------------------------------------------------- | ---------------------------------------------------------------------- | ---------------------------------------------------------------------- |
| Triviální název                        | o-chlortoluen                                                          | m-chlortoluen                                                          | p-chlortoluen                                                          |                                                                        |
| Strukturní vzorec                      |                                                                        |                                                                        |                                                                        |                                                                        |
| Systematický název                     | 1-chlor-2-methylbenzen                                                 | 1-chlor-3-methylbenzen                                                 | 1-chlor-4-methylbenzen                                                 |                                                                        |
| Molekulový vzorec                      | C7H7Cl (C6H4ClCH3)                                                     | C7H7Cl (C6H4ClCH3)                                                     | C7H7Cl (C6H4ClCH3)                                                     |                                                                        |
| Molární hmotnost                       | 126,586 g/mol                                                          | 126,586 g/mol                                                          | 126,586 g/mol                                                          |                                                                        |
| Vzhled                                 | bezbarvá kapalina                                                      | bezbarvá kapalina                                                      | bezbarvá kapalina                                                      |                                                                        |
| Vlastnosti                             |                                                                        |                                                                        |                                                                        |                                                                        |
| Hustota v kapalném skupenství          | 1,073 g/cm3                                                            | 1,072 g/cm3                                                            | 1,069 g/cm3                                                            |                                                                        |
| Rozpustnost ve vodě                    | prakticky nerozpustný                                                  | prakticky nerozpustný                                                  | prakticky nerozpustný                                                  |                                                                        |
| Rozpustnost v ostatních rozpouštědlech | Rozpustný v nepolárních rozpouštědlech jako jsou aromatické uhlovodíky | Rozpustný v nepolárních rozpouštědlech jako jsou aromatické uhlovodíky | Rozpustný v nepolárních rozpouštědlech jako jsou aromatické uhlovodíky | Rozpustný v nepolárních rozpouštědlech jako jsou aromatické uhlovodíky |
| Teplota tání                           | −35 °C (238 K)                                                         | −47 °C (226 K)                                                         | 7 °C (280 K)                                                           |                                                                        |
| Teplota varu                           | 159 °C (432 K)                                                         | 162 °C (435 K)                                                         | 162 °C (435 K)                                                         |                                                                        |
| Magnetická susceptibilita              | -81,98.10−6 cm3/mol                                                    | -80,07.10−6 cm3/mol                                                    | -80,07.10−6 cm3/mol                                                    |                                                                        |